# 2166 Гандаль
2166 Гандаль (2166 Handahl) — астероїд головного поясу, відкритий 13 серпня 1936 року.
Тіссеранів параметр щодо Юпітера — 3,523.